# Пензенская
Пензенская — упразднённый населённый пункт, бывшая станица в Краснодарском крае России. Находилась на территории современного муниципального образования город Горячий Ключ, в предгорной лесной зоне, в верхнем течении реки Малый Дыш.

## История
Была основана в 1864 году, входила в Екатеринодарский отдел Кубанской области. До 1867 года имела название «Чибайская» — по Чибий (река), на которой стоит. Адыги станицу называют адыг. Чӏыбий.
В 1873 году в Покровскую церковь требовался священник. На тот момент в станице проживало 1016 человек. 
Выселена и ликвидирована в 1923 году в связи с организацией Молькинского полигона.